# Buffo
Mit dem Begriff Buffo (it. buffo, dt. komisch, witzig)  bezeichnet man in Oper und Operette denjenigen Tenor (Tenorbuffo) oder Bass (Bassbuffo), seltener Bariton, der in dem jeweiligen Stück aufgrund seiner Rolle für die Komik „zuständig“ ist.

## Eigenschaften
Oft sind Buffi bis zur Karikatur überzeichnete Figuren oder Typen, die allein schon durch ihre Gestik, Mimik und Kostümierung das Publikum zum Lachen anregen sollen. Je nach regionaler Inszenierung wird gerne dem Buffo – abweichend vom eigentlichen Libretto – eine lokale Anspielung in den Mund gelegt. Auch Grammelot-Anleihen sind häufig zu finden. Ein Buffo besitzt zwar in der Regel nicht die stimmliche Brillanz eines Sängers des lyrischen oder Heldenfaches, aber sein schauspielerisches Vermögen kann unter Umständen größer sein. Bufforollen sind daher selten Haupt- oder Heldenrollen, sondern meist Diener, Handlanger o. ä., die ihren Herrn/Freund entweder mit ihrer Pfiffigkeit aus brenzligen Situationen retten oder ihn mit ihrer Geschwätzigkeit in solche hineinbringen.
Das dem Buffo entsprechende weibliche Fach wird als Soubrette bezeichnet und von einem Sopran gesungen.

## Bufforollen (Auswahl)

### Oper
- Pergolesi, La serva padrona: Uberto, Bass
- Grétry, Zémire et Azor: Ali, Tenor
- Martín y Soler, L’arbore di Diana: Doristo, Bass
- Mozart, Die Entführung aus dem Serail: Pedrillo, Tenor
- Mozart, Le nozze di Figaro: Bartolo, Bass; Basilio, Tenor
- Mozart, Don Giovanni: Leporello, Bass
- Mozart, Così fan tutte: Don Alfonso, Bass
- Mozart, Die Zauberflöte: Papageno, Bariton
- Rossini, L’italiana in Algeri: Mustafà, Bass; Taddeo, Bass
- Rossini, Il turco in Italia: Selim, Bass; Don Geronio, Bass
- Rossini, Il barbiere di Siviglia (Der Barbier von Sevilla): Figaro, Bariton
- Rossini, La Cenerentola: Don Magnifico, Bass
- Rossini, Il viaggio a Reims: Don Profondo, Bass; Barone di Trombonok, Bass
- Donizetti, L’elisir d’amore: Dulcamara, Bariton
- Donizetti, Don Pasquale: Don Pasquale, Bass
- Verdi, La forza del destino: Fra Melitone, Bass
- Smetana, Prodaná nevěsta (Die verkaufte Braut): Vašek (Wenzel), Tenor

### Operette
- Strauss, Die Fledermaus: Dr. Blind, Tenor/Bariton
- Strauss, Eine Nacht in Venedig: Pappacoda, Tenor/Bariton
- Strauss, Der Zigeunerbaron: Koloman Zsupán, Bass
- Strauss, Wiener Blut: Josef, Tenor/Bariton
- Lehár, Der Zarewitsch: Iwan, Tenor
- Kálmán, Gräfin Mariza: Baron Koloman Zsupán, Tenor/Bariton
- Benatzky, Im weißen Rössl: Sigismund, Tenor